# Yngvar Nielsen
Pour les articles homonymes, voir Nielsen.
Yngvar Nielsen (29 juillet 1843 - 2 mars 1916) est un historien et géographe norvégien qui travaille en particulier sur les hommes qui siégèrent à l'assemblée d'Eidsvoll où est décidé de donner une Constitution à la Norvège en 1814. 
Il est également le précepteur des enfants d'Oscar II de Suède, roi de l'union suédo-norvégienne.

## Biographie
Yngvar Nielsen, contremaître à la Fédération norvégienne des clubs alpins et de montagne (Den Norske Turistforening ou DNT) fit partie des premières voix en faveur d'une protection des milieux naturels, en 1904.

## Distinctions
- Chevalier de l'ordre royal de l'Étoile polaire
- Commandeur de l'ordre de Saint-Olaf